# Villányi János
Villányi János (Kaposvár, 1873. október 25. –‎ Budapest, 1924. február 15.) magyar építész.

## Életem, munkái
Villányi Ambrus írnok és Kulik Aurélia fiaként született. Középiskolai tanulmányait a Budapesti V. kerületi Királyi Katolikus Gimnáziumban végezte. A hatodik gimnáziumi osztály elvégzését követően a Budapesti Állami Közép Ipariskola tanulója lett. Építészeti tanulmányai alatt Kauser Gyulánál, Holub Józsefnél és a kassai Langer és Társa építkezési vállalatnál dolgozott. Az 1896. évi november 24-én letett szakvizsgálata alapján képesítő bizonyítványt szerzett.
A 20. század elején működött építészként, több munkáját Hajós Alfréddal közösen tervezte. A Hitelbank szakértő építészeként emlékeztek rá. Damkó Józseffel közösen vett részt az Erzsébet királyné budapesti emlékművére 1902-ben kiírt pályázaton.
További munkái:
- 1909: Magyar Református Egyház székháza, Budapest, Abonyi utca 21.[7] (Hajós Alfréddal közösen)
- 1910–1911: lakóház, Budapest, Gerlóczy utca 7.[8] (Hajós Alfréddal közösen)
- 1911–1912: Magyar Mezőgazdák Szövetkezetének székháza, Budapest, Alkotmány utca 29.[9] (Hajós Alfréddal közösen)
- 1912: Vakokat Gyámolító Országos Egyesület székháza (ma: Zuglói Egészségügyi Szolgálat), Budapest, Hermina út 7.[10] (Hajós Alfréddal közösen)

1924-ben hunyt el 50 éves korában. Halálát vérmérgezés, bénulásos elmezavar okozta. A Fiumei úti sírkertben helyezték nyugalomra. A sír eredetileg a 45. parcellában volt, 1959-ben áthelyezték, majd ismeretlen időpontban felszámolták azt. (Építésztársa, Hajós Alfréd jócskán túlélte, ő 1955-ben hunyt el.)

### Családja
Felesége Kraut Aranka (1876–1958) volt, Kraut Ferenc ügynök és Tropauer Regina lánya, akivel 1897. február 21-én Budapesten kötött házasságot.
Gyermekei Villányi János Mór (1898–?) magánhivatalnok és Villányi Margit Aranka (1903–1981), férjezett Arday-Janka Dezsőné.

## Képtár

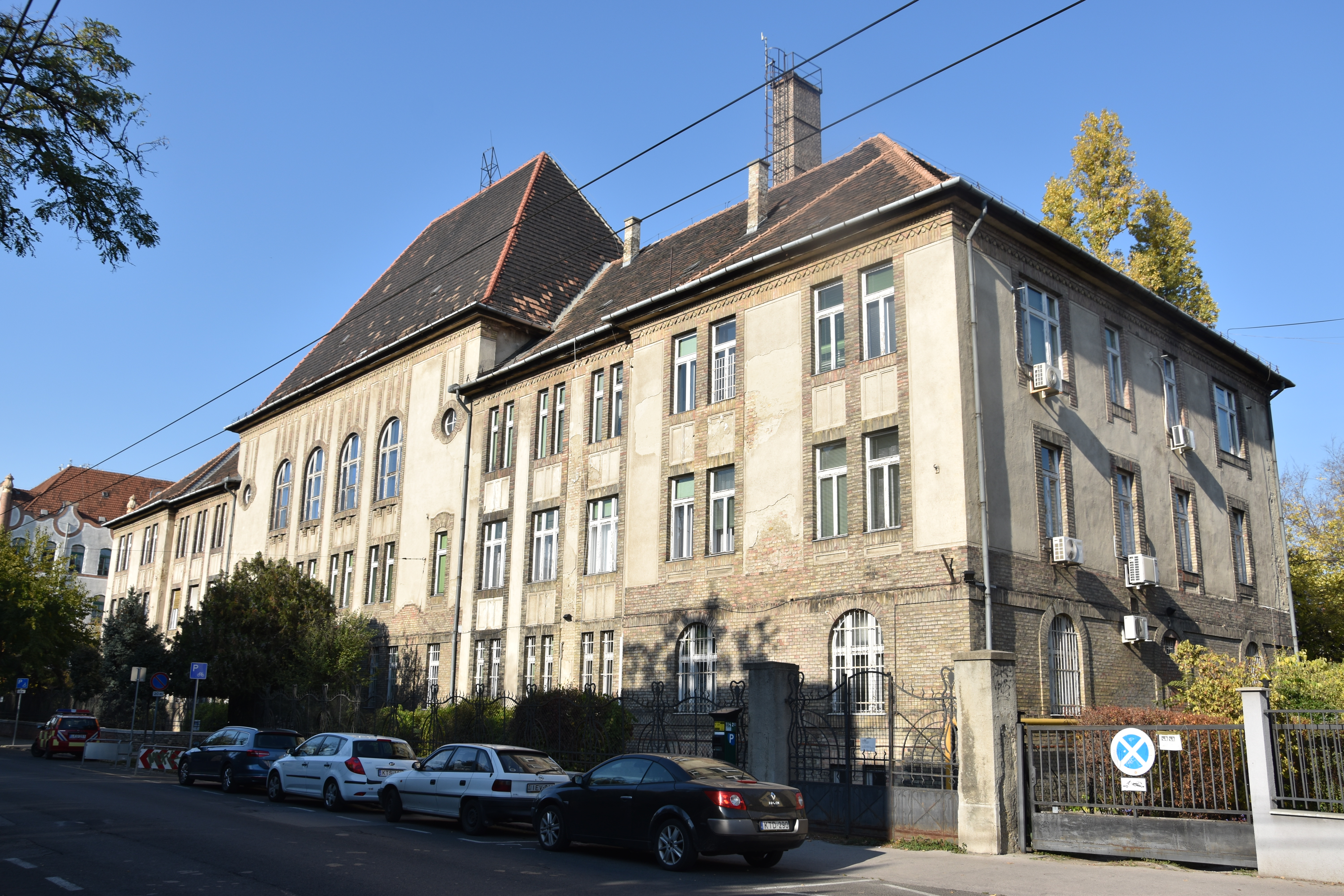
Vakokat Gyámolító Országos Egyesület székháza
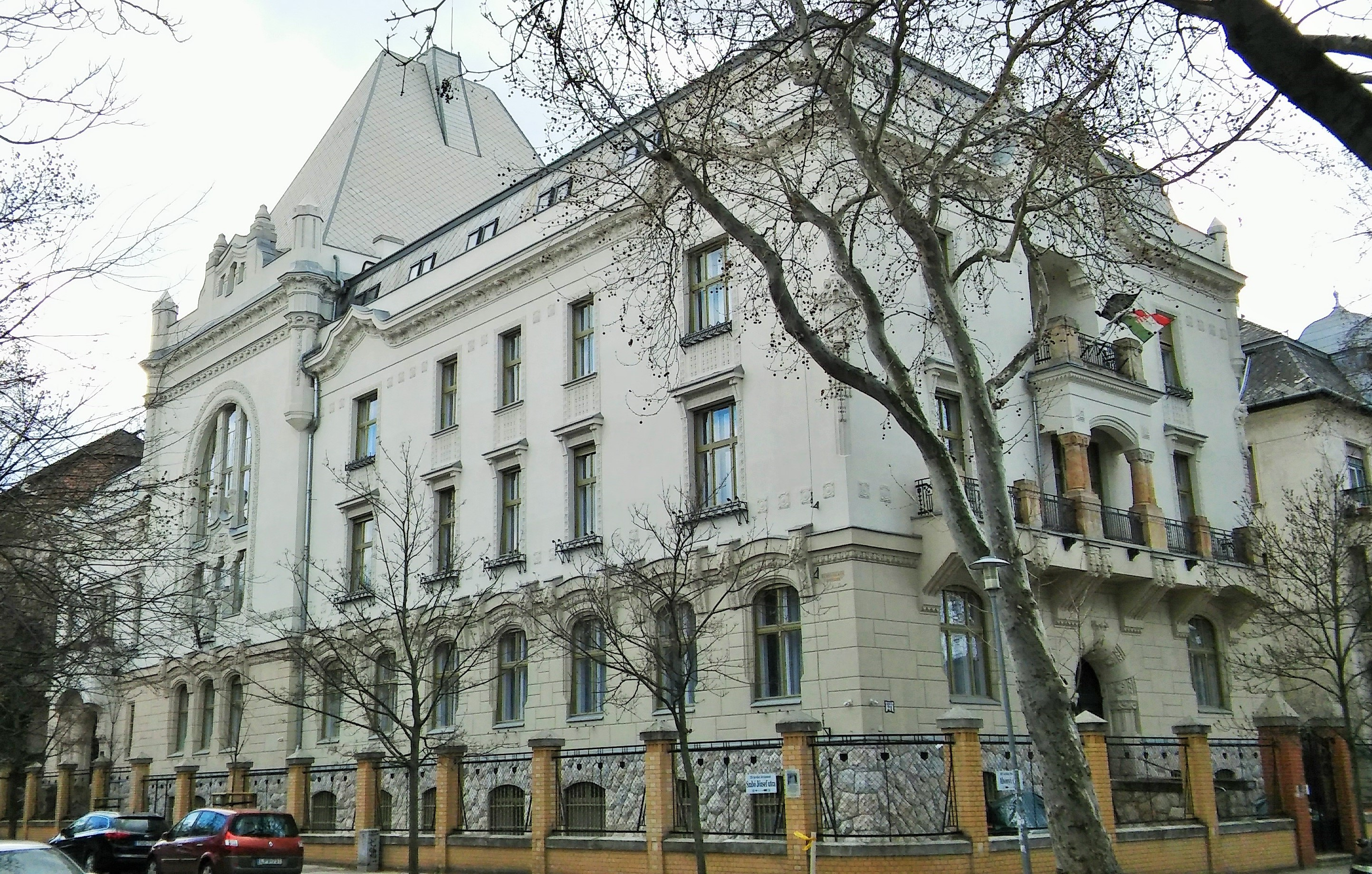
Magyar Református Egyház székháza

## További irodalom
- Nagy Angela: Hajós Alfréd. Sportember és műépítész; sajtó alá rend. Nagy László; magánkiad., Bp., 2025 (BBK könyvek)